# NGC 7268
NGC 7268 é uma galáxia lenticular (SB0) localizada na direcção da constelação de Piscis Austrinus. Possui uma declinação de -31° 12' 04" e uma ascensão recta de 22 horas, 25 minutos e 40,6 segundos.
A galáxia NGC 7268 foi descoberta em 28 de Setembro de 1834 por John Herschel.